# Pokémon Stadium
Pokémon Stadium, conosciuto come Pokémon Stadium 2 (ポケモンスタジアム 2?, Pokemon Sutajiamu 2) in Giappone, è un videogioco della serie Pokémon per Nintendo 64 sviluppato e pubblicato in Giappone il 30 aprile 1999 e in Europa il 7 aprile 2000 da Nintendo. Primo gioco della serie ad essere distribuito in occidente, è un seguito dell'omonimo gioco uscito nel 1998 esclusivamente in Giappone per Nintendo 64. Il gameplay ruota attorno a un sistema di combattimento 3D a turni in cui sono presenti tutti i 151 Pokémon della prima generazione presenti nei videogiochi Pokémon Rosso, Pokémon Blu e Pokémon Giallo.
Previsto inizialmente per Nintendo 64DD, lo sviluppo venne dirottato verso il Nintendo 64 a seguito del fallimento commerciale della periferica. Utilizzando il Transfer Pak (accessorio fornito in bundle con il gioco), i giocatori possono visualizzare, organizzare, conservare, scambiare e far combattere i propri Pokémon caricati da Pokémon Rosso, Blu e Giallo. Il gioco include quattro coppe dello stadio, ognuna delle quali è composta da una serie di battaglie Pokémon tre contro tre. La modalità Rocca Capopalestra permette di sfidare i capipalestra e i Superquattro di Kanto. Pokémon Stadium offre anche minigiochi, battaglie multigiocatore e la compatibilità con il Game Boy Printer, oltre ad una funzione di emulazione integrata per Pokémon Rosso, Blu e Giallo.
Pokémon Stadium è diventato uno dei titoli per Nintendo 64 più venduti, vendendo un milione di copie prima della fine del 2000. L'accoglienza della critica è stata mista, con elogi alla grafica del gioco ma perplessità relative alla qualità dell'audio. Nel 2000 è stato pubblicato un sequel del gioco, Pokémon Stadium 2.

## Modalità di gioco

Uno scontro tra Weezing e Rattata

A differenza dei giochi per Game Boy Pokémon Rosso, Blu e Giallo, Pokémon Stadium non ha una trama o un mondo ben definito, per questo non è considerato un gioco di ruolo. Il gioco invece sfida il giocatore ad avere successo nelle battaglie degli allenatori allo Stadio, un torneo composto da 4 "Coppe" ed 80 battaglie totali, dove il giocatore affronta gli otto capipalestra di Kanto, i Superquattro ed il Campione. Dopo aver vinto tutte le Coppe, viene sbloccato un combattimento contro il Pokémon leggendario Mewtwo. Sconfiggendo Mewtwo viene sbloccato un altro round dello Stadio e una nuova battaglia contro Mewtwo, ma con la difficoltà dell'IA elevata.
Nella modalità Stadio, il giocatore è sfidato a guadagnare trofei vincendo la Poké Coppa, la Coppa Campioni, la Mini Coppa e la Pika Coppa, ognuna con il proprio insieme di regole e restrizioni. Nella Poké Coppa e nella Coppa Campioni si possono guadagnare quattro trofei, uno per ogni livello di difficoltà. La Pika Coppa e la Mini Coppa assegnano solo un trofeo ciascuna. Dopo aver scelto una Coppa in cui competere, il giocatore sceglie una squadra di sei Pokémon, che possono includere Pokémon disponibili a noleggio e/o Pokémon importati da una cartuccia Game Boy di Pokémon Rosso, Blu o Giallo. In ogni battaglia, il giocatore e l'avversario possono usare solo tre dei sei Pokémon della loro squadra. Il giocatore vincerà un trofeo dopo aver completato con successo tutte le battaglie in una Coppa. Se vengono soddisfatte determinate condizioni utilizzando Pokémon importati da una cartuccia del Game Boy, il giocatore riceverà un Pikachu con la mossa Surf, il quale sblocca un minigioco in Pokémon Giallo.
Nella Rocca Capopalestra, il giocatore sfida inizialmente gli otto capipalestra di Kanto dei giochi per Game Boy, seguiti dai Superquattro e infine dal Campione. Prima di combattere un capopalestra, tuttavia, il giocatore deve sconfiggere i tre allenatori di Pokémon di una palestra. Come nello Stadio, il giocatore deve scegliere una squadra di sei Pokémon e può usarne solo tre alla volta per combattere. Ogni volta che il giocatore sconfigge i Superquattro, gli verrà assegnato uno degli otto Pokémon premio selezionati casualmente, che possono essere trasferiti al gioco Pokémon Rosso, Blu o Giallo del giocatore utilizzando il Transfer Pak. I Pokémon premio sono Bulbasaur, Charmander, Squirtle, Hitmonlee, Hitmonchan, Eevee, Omanyte e Kabuto.

### Altre funzionalità

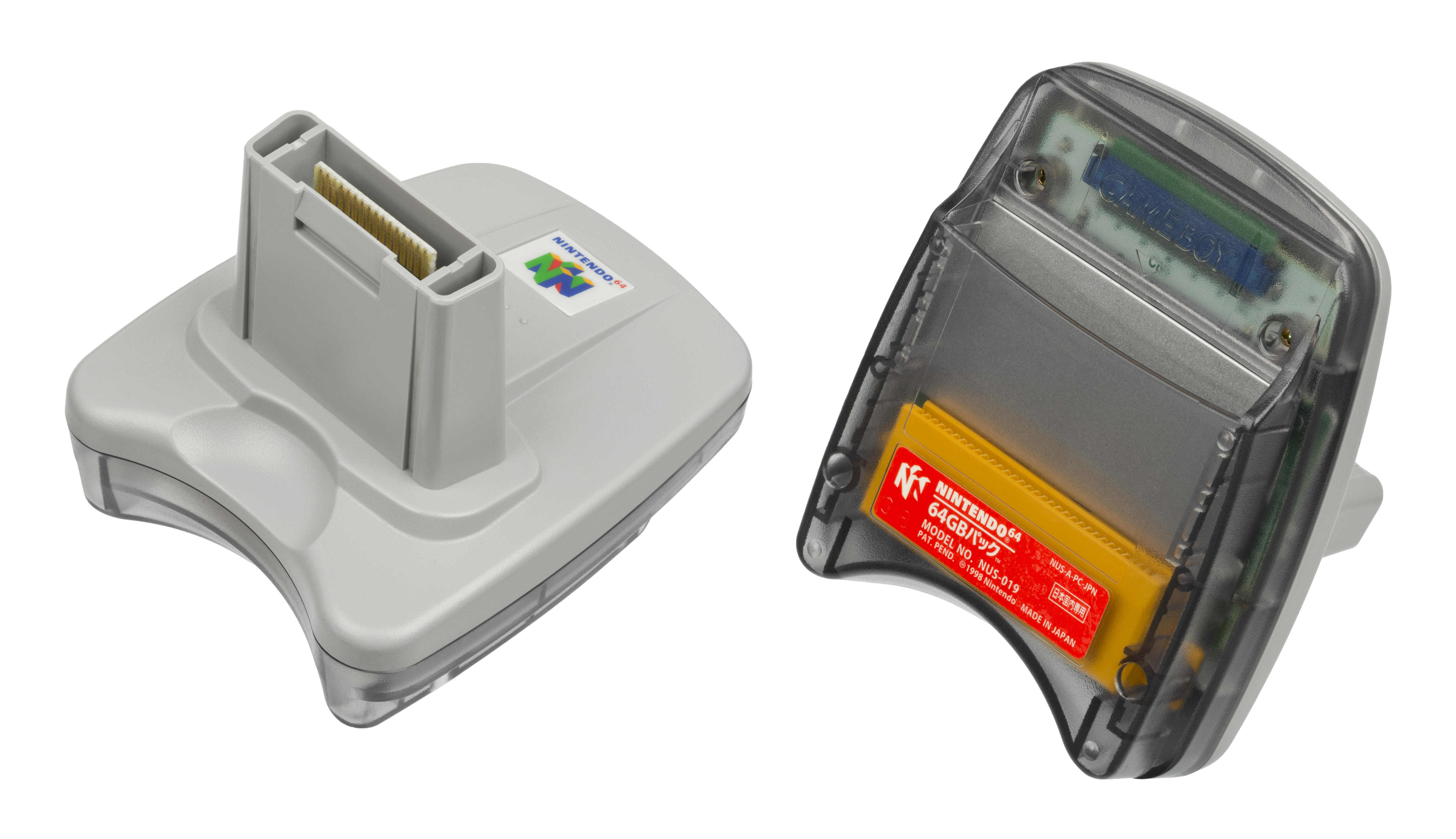
Un Transfer pak per Nintendo 64, usato per inviare dati da Pokémon Rosso, Blu e Giallo a Pokémon Stadium

Pokémon Stadium include altre funzionalità, come i minigiochi, la Torre GB (un modo per giocare ai giochi per Game Boy sulla console tramite emulazione), la Hall of Fame (i Pokémon che sono stati presenti nella squadra del giocatore una volta raggiunta la vittoria), il Laboratorio Pokémon (con connettività ai titoli per Game Boy incluso un Pokédex) ed il Combattimento Libero (una battaglia tra due giocatori con regole prestabilite).
Il videogioco può collegarsi, grazie al Transfer Pak, con una cartuccia di gioco Pokémon per Game Boy, consentendo alle persone di giocare con i propri Pokémon memorizzati sulla cartuccia del Game Boy sul televisore attraverso il Nintendo 64. I Pokémon di un giocatore che si trovano su un Game Boy possono anche essere salvati sul Nintendo 64 nel laboratorio del videogioco. L'area del laboratorio di Pokémon Stadium consente ai giocatori di studiare il comportamento e gli attacchi di ogni Pokémon.

### Minigiochi
Nel videogioco sono presenti nove minigiochi, accessibili dal Club Bambini, ognuno dei quali permette di giocare contemporaneamente fino a quattro giocatori:
- Magikarp fa splash
- Le frecce di Clefairy
- Corri, rattata Corri!
- Sonni beati
- La dinamo fulminante
- La giostra di sushi
- I cerchi di Ekans
- Il rafforzatore
- Scava Scava Scava

Se gli slot dei quattro giocatori non dovessero essere tutti occupati, il computer prenderebbe gli slot in eccesso.

## Pocket Monsters' Stadium
Il primo Pokémon Stadium (ポケモンスタジアム?, Pokemon Sutajiamu), sottotitolato in inglese Pocket Monsters' Stadium, è stato pubblicato in Giappone il 1º agosto del 1998. Inizialmente pensato per essere un titolo di lancio per Nintendo 64DD con un'uscita prevista per il marzo del 1998, è stato invece convertito per girare su una cartuccia standard per Nintendo 64 da 32MB. A causa delle limitazioni tecniche, questa versione del gioco presenta solo 42 Pokémon, invece dei 151 presenti nei giochi per Game Boy come previsto in origine. I restanti Pokémon possono essere visualizzati in un'enciclopedia Pokémon chiamata Pokédex, ma i modelli non hanno le animazioni richieste per la lotta. La connettività con la trilogia di Pokémon per Game Boy è disponibile utilizzando il Transfer Pak.
Il presidente di HAL Laboratory, Satoru Iwata, che in seguito sarebbe stato a capo della stessa Nintendo, è stato colui che è riuscito a portare il sistema di battaglia per farlo funzionare nel Nintendo 64, impiegando un'intera settimana per leggere l'intero codice sorgente dei giochi per Game Boy, e successivamente convertire la programmazione di Shigeki Morimoto dai giochi Pokémon. Questa versione non è stata distribuita al di fuori del Giappone e, in quanto tale, la numerazione dei successivi giochi Pocket Monsters Stadium è in anticipo rispetto alle versioni di Pokémon Stadium.
Il gioco ha venduto circa 270.000 copie nel mese d'uscita.
I giudizi della critica, anche fuori dal Giappone, furono generalmente molto positivi.

## Distribuzione

### Distribuzione internazionale
Il 16 febbraio 1999, Nintendo annunciò che avrebbe mostrato Pokémon Stadium 2 in un evento esclusivo per il Giappone chiamato Pokémon Festival '99. Le prime recensioni da parte della giapponese Weekly Famitsu Crew furono positive. Siccome il primo gioco andò incontro ad alcune critiche dovute alla sua difficoltà, l'IA è stata attenuata per il sequel rendendolo più accessibile per il giocatore medio. Distribuito come Pokémon Stadium in Nord America ed Europa, questa versione supporta il trasferimento di tutti i Pokémon di prima generazione da e verso Pokémon Rosso, Blu e Giallo tramite il Transfer Pak per Nintendo 64.

### Promozione
Nintendo distribuì un bundle a tiratura molto limitata in Nord America che includeva una copia di Pokémon Stadium, una console Nintendo 64, un controller grigio e uno viola chiaro per Nintendo 64, un poster, un Pokémon Trainer's Journal e un'esclusiva carta promozionale olografica rara Cool Porygon di Wizards of the Coast per il gioco di carte collezionabili.
Per celebrare l'uscita del gioco in Nord America, Nintendo e Blockbuster hanno collaborato per una promozione in cui le prime cartucce di gioco Pokémon Stadium consegnate a Blockbuster contenevano un coupon per un poster adesivo Pokémon Stadium master team in edizione limitata e una Pokémon Smart Card gratuita, che poteva essere utilizzata per riscattare fino a 16 adesivi nei negozi Blockbuster. Le Smart Card erano precedentemente disponibili nella promozione di Blockbuster del 1999 per Pokémon Snap.

## Accoglienza
| Testata                           | Giudizio |
| --------------------------------- | -------- |
| GameRankings (media al 14-1-2016) | 78.60%   |
| Famitsū                           | 33/40    |
| GamePro                           | 4/5      |
| GameSpot                          | 5.7/10   |
| IGN                               | 8.2/10   |
| Nintendo Power                    | 8.8/10   |

Pokémon Stadium ha ricevuto recensioni contrastanti dalla critica. Il collaboratore di GameSpot Jeff Gerstmann ha dato al gioco un punteggio di 5,7 definendolo "mediocre" in quanto il gameplay "sembra ridimensionato e semplificato, anche se paragonato ai giochi originali per Game Boy". Peer Schneider di IGN ha dato al gioco un 8,2, definendolo "un acquisto irrinunciabile per i fan dei Pokémon", notando però che "l'audio non è affatto vicino alla qualità di alcune delle recenti pubblicazioni di Nintendo". Riguardo alla voce fuori campo che commenta l'andamento della partita, una caratteristica frequentemente criticata dai commentatori, Ben Martin di RPGamer ha scritto che: "dato il suo vocabolario molto limitato e i suoi commenti continui per ogni singola azione, è certamente una bella opzione poter spegnere questo tizio".  Nella sua recensione sul sito web Cubed3, Ross Morley ha elogiato il sistema di battaglia del gioco per i suoi "bellissimi modelli 3D, gli effetti speciali e la sua gamma di opzioni".
Nel suo primo mese di vendite in Nord America, Pokémon Stadium ha venduto oltre un milione di copie ed è diventato il gioco per console più venduto del Paese nel 2000. Nintendo of America ha annunciato che sarebbe stato distribuito come titolo dell'iniziativa Player's Choice il 26 dicembre 2000. Sono state vendute circa 3,97 milioni di copie: 3,16 milioni negli Stati Uniti, 710 765 in Giappone  e 100 000 nel Regno Unito.

## Sequel ed eredità
Mesi dopo il suo debutto, Nintendo annunciò un sequel di Pokémon Stadium, provvisoriamente intitolato Pokémon Stadium Oro e Argento. Il gioco è stato pubblicato nel 2000 come Pokémon Stadium 2, ed includeva i 251 Pokémon provenienti dalle prime due generazioni. La compatibilità del Transfer Pak è stata estesa ai titoli di seconda generazione Pokémon Oro, Argento e Cristallo.
Il gioco del 2001 Super Smash Bros. Melee include uno scenario chiamato "Pokémon Stadium".